# Pete Chilcutt
Peter Shawn „Pete” Chilcutt (ur. 14 września 1968 w Sumter) – amerykański koszykarz, występujący na pozycji skrzydłowego, mistrz NBA z 1995 roku.
W 1986 wystąpił w meczu gwiazd amerykańskich szkół średnich - McDonald’s All-American.

## Osiągnięcia
NCAA
- Uczestnik rozgrywek:
  - NCAA Final Four (1991)
  - Elite 8 turnieju NCAA (1988, 1991)
  - Sweet 16 turnieju NCAA (1988–1991)
- Mistrz:
  - turnieju konferencji Atlantic Coast (ACC – 1989, 1991)
  - sezonu zasadniczego ACC (1988)
- Zaliczony do[3]:
  - II składu ACC (1991)
  - III składu ACC (1991)

NBA
- Mistrz NBA (1995)[1]